# 复旦大学出版社
复旦大学出版社（英語：Fudan University Press）是中华人民共和国的一家出版社，附属于复旦大学，位于上海市杨浦区国权路579号。

## 历史
1981年5月，经国家出版事业管理局同意、中华人民共和国教育部批准，复旦大学出版社成立。复旦大学出版社主要出版复旦大学的学科、专业、课程所需要的教材；以及高等學校教学参考书、教学工具书，与高等学校教学相关的高校教材。此外，复旦大学出版社负责出版的期刊有《复旦学报》、《修辞学习》、《新闻大学》、《研究与发展管理》、《世界经济文汇》、《人口》。
2001年1月，经中华人民共和国教育部与中华人民共和国新闻出版总署批准，复旦大学出版社与上海医科大学出版社合并成立新的复旦大学出版社。2009年，复旦大学出版社完成转企改制，更名为复旦大学出版社有限公司，是中华人民共和国教育部主管、复旦大学主办的综合性大学出版社。 

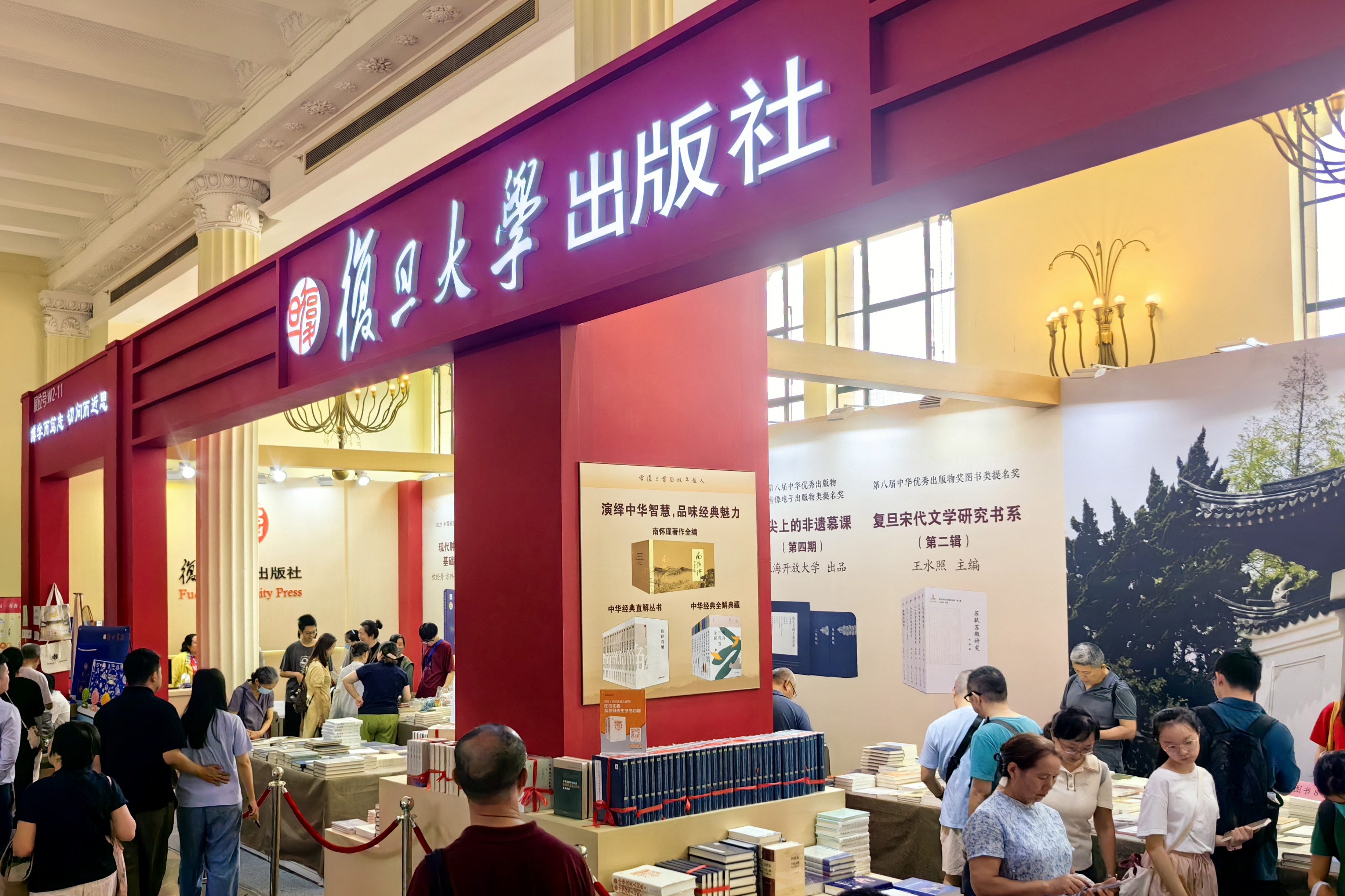
2024年上海书展复旦大学出版社展位

2018年9月30日，老古文化与复旦大学出版社共同声明，老古文化授权复旦大学出版社在中国大陆出版南怀瑾著作。

## 外部連結
- 复旦大学出版社 （页面存档备份，存于）